# شرح الإشارات (كتاب)
شرح الإشارات أو شرح التنبيهات والإشارات أو شرح الطوسي هو كتاب فلسفي يعلق على كتاب ابن سينا الإشارات والتنبيهات. كتب هذا الكتاب نصير الدين الطوسي دفاعًا عن فلسفة ابن سينا وردًا على النقد الذي وجهه إليه فخر الرازي في كتاب يحمل نفس العنوان.

## المؤلف
أبو جعفر محمد ناصر الدين الطوسي (من مواليد 17 فبراير 1201م في بغداد، والمتوفى في 25 يونيو 1274م)، تقلّد ما يعادل منصب وزير الثقافة في عصره، وأكسبته أعماله البارزة في التخصصات الأدبية والعقدية والعلمية فيما بعد لقب المعلم الثالث بعد أرسطو والفارابي.

## حول كتاب الإشارات والتنبيهات
الإشارات والتنبيهات هو آخر كتب ابن سينا وأبرزها. يتحدث الكتاب عن المنطق والفلسفة الطبيعية والعقيدة والميتافيزيقا. يمكن اعتبار الإشارات والتنبيهات بشكل عام عملاً متأخرًا من أعمال ابن سينا، وبالتالي يعبر عن فكر ابن سينا الناضج. نصح ابن سينا تلاميذه بهذا الكتاب كنوع من كتاب التي يجب أن يدرسوها. حاول ابن سينا في هذا الكتاب تقديم اقتراح يدعو من خلاله تلاميذه إلى تحديد الاستنتاجات و / أو المقدمات للوصول إلى الاستنتاجات بالطريقة الصحيحة، في إشارة منه إلى عدم نيته لخلق مناقشات في كتابه الإشارات والتنبيهات، مما يجعل هذا النص من أهم النصوص المجردة المطلوبة من القراء.

## الكتاب
شرح الإشارات والتنبيهات هي مجموعة من الكتب كتبها ناصر الدين الطوسي لشرح أعمال ابن سينا والدفاع عنها أمام فخر الدين الرازي. يعتبر الطوسي أن آراء فخر الدين الرازي ومناقشاته الفنية للفلسفة الإسلامية اللاحقة لم يُعترف بها ولم يهر تأثيرها حتى الآن. اشتهر الرازي بهجومه ضد الفلسفة المتجولة. تجلى هذا الهجوم بالتفصيل في كتاب شرح الإشارات الذي كتبه الرازي لنقد كتاب الإشارات والتنبيهات لابن سينا. كتب ناصر الدين الطوسي الردود التي أحيت فلسفة ابن سينا. واصل قُبال الدين الرازي في القرن الرابع عشر هذا الجدل المركزي في كتابه المحاكمات، حيث سعى إلى نقد شروح فخر الدين الرازي والطوسي. كانت هذه المجموعة حتى اليوم تمثل أكثر الشروحات شمولًا في التعليق على كتاب الإشارات والتنبيهات.. اشتهر كتاب الإشارات والتنبيهات لابن سينا في الأوساط الفلسفية، وكُتب عليه العديد من التعليقات والشروحات والملخصات. ربما كان من أوائل التعليقات على الكتاب شرح الشهرستاني (المتوفى عام 445/1153ه)، واعتقادات الكلام والاشارات، التي كتب عنها عمر بن سهلان الصاوي (المتوفى 549ه /1145م). ثم كتب فخر الدين الرازي (المتوفى عام 606ه/1209م) كتابه الشهير شرح الإشارات ونسخة مختصرة من أطروحاته الأساسية بعنوان "لباب الإشارات"، وكتب سعد بن أوسان بن هبة الله محمد بن كمونة الإسرائيلي (المتوفى 676ه/1277م) شرحًا للإشارات. كتب نصير الدين الطوسي (المتوفى 672ه/1274م) شرح الإشارات وكذلك مشكلات الإشارات. على الرغم من أن عددًا من هؤلاء العلماء يعرفون اللغة الفارسية، إلا أن هذه الأعمال كُتبت جميعها باللغة العربية، ولم يسجل بروكلمان أي ترجمة فارسية للإشارات في العصور الوسطى. كتب الطوسي عبارات مثيرة للجدل على شرح الرازي. سعت تعليقاته الرنانة إلى إظهار ضعف شرح الرازي، بدلاً من الحديث عن كتاب ابن سينا. وصنف الطوسي بشكل أقل عدوانية اتهامات الرازي التي وجهها في وقت سابق إلى المسعودي تحت باب تقديم الانتقادات الافتراضية، وعدم العمل بجد بما يكفي لفهم نظريات وحجج ابن سينا بشكل كامل، وبالتالي عرضها بشكل عادل، بعد أن مدح ابن سينا بإسراف وأثنى على كتاب الإشارات كتعبير عن أفكار ابن سينا.

## المحتوى
ارتقى هذا العمل البارز في الفلسفة المشائية بالطوسي إلى مرتبة أعظم فلاسفة ابن سينا بعد ابن سينا نفسه. تشمل هذه الفئة من الأعمال دحض انتقادات كتابات ابن سينا الواردة في كتاب المصارحات للشهرستاني، وتعليق الرازي على كتاب ابن سينا للإشارات والتنبيهات. يُعرف هذا العمل أيضًا باسم شرح الإشارات، وهو تحفة فلسفية رئيسية من حيث الشكل والمحتوى، وقد أعاد الطوسي فيه إحياء تعاليم ابن سينا مرة واحدة وإلى الأبد في الشرق. امتنع الطوسي عن إبداء أي آراء خاصة به إلا عندما يتعلق الأمر بمعرفة الله. اشتهر العمل لدرجة أنه أصبح بدوره موضوع العديد من التعليقات اللاحقة، أشهرها كتبات قطب الدين الرازي.